# Riksserien 2015/2016
Riksserien 2015/2016 var den nionde säsongen av Riksserien, damernas högsta serie i ishockey. Inför säsongen utökades serien med två lag och bestod av tio lag då nykomlingarna HV71 Dam och Djurgården Hockey Dam gick upp samtidigt som SDE HF Dam och Sundsvall Wildcats klarade sig kvar i kvalserien. Luleå HF Dam, som tagit över verksamheten och serieplatsen från Munksund-Skuthamns SK, storsatsade på Riksserien och avslutade säsongen som svenska mästare. 
Lagen mötte varandra hemma och borta två gånger, vilket gav totalt 36 omgångar som spelades mellan september 2015 och mars 2016. Seger efter ordinarie tid gav tre poäng, seger efter sudden death eller straffar gav två poäng, förlust efter sudden death eller straffar gav en poäng och förlust efter ordinarie tid gav noll poäng.

## Deltagande lag
| Lag                   | Arena                 | Placering 2014/2015             |
| --------------------- | --------------------- | ------------------------------- |
| AIK                   | Ritorps Ishall        | 2 (final)                       |
| Brynäs IF             | Läkerol Arena         | 5 (kvartsfinal)                 |
| Djurgården Hockey Dam | Hovet                 | 1:a i kvalserien                |
| HV71 Dam              | Prolympiahallen       | 2:a i kvalserien                |
| Leksands IF           | Tegera Arena          | 3 (semifinal)                   |
| Linköpings HC         | Stångebro Ishall      | 1 (Svenska mästare)             |
| Luleå HF/MSSK         | Coop Norrbotten Arena | 6 som enbart MSSK (kvartsfinal) |
| Modo Hockey           | Kempehallen           | 4 (semifinal)                   |
| SDE HF                | Enebybergs ishall     | 7 (3:a i kvalserien)            |
| Sundsvall Wildcats    | Gärdehov              | 8 (4:a i kvalserien)            |

## Tabell
| Nr | Lag                | S  | V  | ÖV | ÖF | F  | GM  | IM  | MS   | P  |
| -- | ------------------ | -- | -- | -- | -- | -- | --- | --- | ---- | -- |
| 1  | Luleå HF           | 36 | 27 | 2  | 2  | 5  | 161 | 60  | +101 | 87 |
| 2  | Linköpings HC (RM) | 36 | 25 | 5  | 2  | 4  | 154 | 60  | +94  | 87 |
| 3  | AIK                | 36 | 21 | 3  | 3  | 9  | 95  | 60  | +35  | 72 |
| 4  | Djurgårdens IF     | 36 | 21 | 2  | 2  | 11 | 130 | 75  | +55  | 69 |
| 5  | Leksands IF        | 36 | 18 | 3  | 4  | 11 | 115 | 80  | +35  | 64 |
| 6  | HV71               | 36 | 13 | 6  | 1  | 16 | 90  | 109 | −19  | 52 |
| 7  | Brynäs IF          | 36 | 13 | 3  | 3  | 17 | 69  | 107 | −38  | 48 |
| 8  | Modo               | 36 | 10 | 1  | 5  | 20 | 63  | 88  | −25  | 37 |
| 9  | Sundsvall Wildcats | 36 | 4  | 1  | 1  | 30 | 48  | 185 | −137 | 15 |
| 10 | SDE                | 36 | 1  | 1  | 4  | 30 | 51  | 151 | −100 | 9  |

## Slutspel
Slutspelsomgångarna i Dam-SM spelades i bäst av tre matcher. Lagen rangordnades innan slutspelet började utifrån placeringarna i Riksserien, och högst placerade lagen började med bortamatch och avslutade med hemmamatch/er (b-h-h). 

### Kvartsfinaler
Inför kvartsfinalerna valde högst placerade lag motståndare från undre halvan i tabellen. Luleå valde Brynäs, Linköping valde HV71, AIK valde MODO och därmed fick Djurgården möta Leksand.
| Match                              | Resultat |
| ---------------------------------- | -------- |
| Luleå – Brynäs 2–0 i matcher       |          |
| Brynäs – Luleå                     | 2 - 3    |
| Luleå – Brynäs                     | 5 - 1    |
| Linköping – HV71 2–1 i matcher     |          |
| HV71 – Linköping                   | 2 - 0    |
| Linköping – HV71                   | 3 - 2    |
| Linköping – HV71                   | 4 - 0    |
| AIK – Modo 2–1 i matcher           |          |
| Modo – AIK                         | 3 - 1    |
| AIK – Modo                         | 2 - 1    |
| AIK – Modo                         | 3 - 2    |
| Djurgården – Leksand 2–0 i matcher |          |
| Leksand – Djurgården               | 1 - 4    |
| Djurgården – Leksand               | 5 - 1    |

### Semifinaler
Inför semifinalspelet fick högst kvarvarande lag från Riksserien välja motståndare från dom lägre placerade lagen i serien. Luleå valde AIK och Linköping fick möta Djurgården. 
| Match                                | Resultat |
| ------------------------------------ | -------- |
| Luleå - AIK 2–0 i matcher            |          |
| AIK - Luleå                          | 2 - 4    |
| Luleå - AIK                          | 1 - 0    |
| Linköping - Djurgården 2–0 i matcher |          |
| Djurgården - Linköping               | 1 - 2    |
| Linköping - Djurgården               | 7 - 1    |

### Final
| Match                               | Resultat |
| ----------------------------------- | -------- |
| Luleå – Linköpings HC 2–1 i matcher |          |
| Linköpings HC – Luleå               | 2 - 0    |
| Luleå – Linköpings HC               | 5 - 3    |
| Luleå – Linköpings HC               | 4 - 1    |